# Canton de Bugeat
Le canton de Bugeat est une ancienne division administrative française située dans le département de la Corrèze, en région Limousin.

## Histoire
Le canton de Bugeat est l'un des cantons de la Corrèze créés en 1790, en même temps que la plupart des autres cantons français. Il a d'abord été rattaché au district d'Ussel avant de faire partie de l'arrondissement d'Ussel jusqu'en 1926, puis de l'arrondissement de Tulle jusqu'en 1943, puis à nouveau de l'arrondissement d'Ussel.

### Redécoupage cantonal de 2014-2015
Par décret du 24 février 2014, le nombre de cantons du département passe de 37 à 19, avec mise en application aux élections départementales de mars 2015. Le canton de Bugeat est supprimé à cette occasion. Ses onze communes sont alors rattachées au canton du Plateau de Millevaches.

## Géographie
Ce canton était organisé autour de Bugeat dans l'arrondissement d'Ussel. Son altitude variait de 518 m (Lestards) à 943 m (Pérols-sur-Vézère) pour une altitude moyenne de 729 m.

## Représentation

### Conseillers généraux de 1833 à 2015
| Période | Période          | Identité                             | Étiquette      | Qualité                                                                 |
| ------- | ---------------- | ------------------------------------ | -------------- | ----------------------------------------------------------------------- |
| 1833    | 1852             | François Bourzat (1784-1868)         |                | Notaire - Maire de Pérols                                               |
| 1852    | 1858             | Pierre, dit Michel Faure (1813-1882) |                | Avocat à Tulle puis juge de paix à Bugeat                               |
| 1858    | 1867             | François Bourzat                     |                | Notaire - Maire de Pérols                                               |
| 1867    | 1878 (démission) | Armand Teyssier                      | Républicain    | Notaire à Pérols                                                        |
| 1878    | 1883             | Louis Laumond                        | Républicain    | Avocat - Maire d'Ussel (jusqu'en 1884) Député (1876-1881)               |
| 1883    | 1901 (décès)     | Antonin Bayle                        |                | Propriétaire à Bugeat Maire de Bugeat (1888-1892)                       |
| 1901    | 1911 (démission) | Émile Panet                          | Rad.           | Instituteur, huissier, maire de Bugeat                                  |
| 1911    | 1931             | Aimé Verdeaux                        | Rad. puis SFIO | Docteur en médecine Maire de Tarnac (1905-1914 et 1918-1919)            |
| 1931    | 1937             | Jean Thévenot                        | SFIO           | Maire de Pradines                                                       |
| 1937    | 1940             | Félix Lestang (1889-1967)            | PC-SFIC        | Cultivateur - Maire de Bugeat (1929-1940), conseiller d'arrondissement  |
|         |                  |                                      |                |                                                                         |
| 1945    | 1961             | Félix Lestang                        | PCF            | Maire de Bugeat (1944-1967) Président du Conseil général (1945-1946)    |
| 1961    | 1979             | André Dutheil                        | PCF            | Instituteur Adjoint au maire de Gourdon-Murat                           |
| 1979    | 2004             | Christian Audouin                    | PCF            | Journaliste puis directeur de rédaction Conseiller régional (1998-2015) |
| 2004    | 2015             | Christophe Petit                     | UMP            | Technicien supérieur agricole Maire de Lestards depuis 2001             |

### Élections cantonales des 21 et 28 mars 2004
Source : Ministère de l'Intérieur, de l'Outre-mer et des Collectivités territoriales
1er tour
- Christophe Petit (UMP), maire de Lestards - 47,59 %
- René Delbes (FN) - 3,94 %
- Christian Audouin (PCF) - 48,47 %

2e tour
- Christophe Petit (UMP), maire de Lestards - 51,24 % - Élu
- Christian Audouin (PCF) - 48,76 %

### Conseillers d'arrondissement (de 1833 à 1940)
| Période                                  | Période           | Identité           | Étiquette | Qualité |
| ---------------------------------------- | ----------------- | ------------------ | --------- | --- |
| 1833                                     | 1842              | Pierre Coutaud     |           | Ancien notaire, propriétaire à Tarnac                                                                       |
| 1842                                     | 1848              | M. Delagrange fils |           | Propriétaire à Tarnac                                                                                       |
|                                          |                   |                    |           | |
|                                          | 1884 (annulation) | M. Prévot          |           | |
|                                          |                   |                    |           | |
| 1925                                     | 1937              | Félix Lestang      | PC-SFIC   | Cultivateur - Maire de Bugeat (1929-1940)                                                                   |
| 1937                                     | 1940              | Élie Orlianges     | PC-SFIC   | Aubergiste à Saint-Merd-les-Oussines                                                                        |
| 1940                                     |                   |                    |           | Les conseils d'arrondissement ont été suspendus par la loi du 12 octobre 1940 et n'ont jamais été réactivés |
| Les données manquantes sont à compléter. |                   |                    |           | |

## Composition
Le canton de Bugeat regroupait onze communes et comptait 2 105 habitants au 1er janvier 2012.
| Nom                     | Code Insee | Intercommunalité                  | Population (dernière pop. légale) |
| ----------------------- | ---------- | --------------------------------- | --------------------------------- |
| Bugeat (chef-lieu)      | 19033      | CC Vézère-Monédières-Millesources | 842 (2014)                        |
| Bonnefond               | 19027      | CC Vézère-Monédières-Millesources | 112 (2014)                        |
| Gourdon-Murat           | 19087      | CC Vézère-Monédières-Millesources | 109 (2014)                        |
| Grandsaigne             | 19088      | CC Vézère-Monédières-Millesources | 45 (2014)                         |
| Lestards                | 19112      | CC Vézère-Monédières-Millesources | 103 (2014)                        |
| Pérols-sur-Vézère       | 19160      | CC Haute-Corrèze Communauté       | 175 (2014)                        |
| Pradines                | 19168      | CC Vézère-Monédières-Millesources | 104 (2014)                        |
| Saint-Merd-les-Oussines | 19226      | CC Haute-Corrèze Communauté       | 130 (2014)                        |
| Tarnac                  | 19265      | CC Vézère-Monédières-Millesources | 307 (2014)                        |
| Toy-Viam                | 19268      | CC Vézère-Monédières-Millesources | 35 (2014)                         |
| Viam                    | 19284      | CC Vézère-Monédières-Millesources | 114 (2014)                        |

## Démographie
| 1962  | 1968  | 1975  | 1982  | 1990  | 1999  | 2006  | 2011  | 2012  |
| ----- | ----- | ----- | ----- | ----- | ----- | ----- | ----- | ----- |
| 3 998 | 3 321 | 3 014 | 2 709 | 2 542 | 2 295 | 2 235 | 2 127 | 2 105 |